# Torres de La Pedriza
Las Torres de La Pedriza son un conjunto de picos y riscos situados en el extremo norte de La Pedriza, una zona de la sierra de Guadarrama. Están ubicados en el término municipal español de Manzanares el Real, en el noroeste de la Comunidad de Madrid. El risco más alto de ellos tiene una altitud de 2029 metros y constituye el punto más alto de toda La Pedriza.

## Descripción

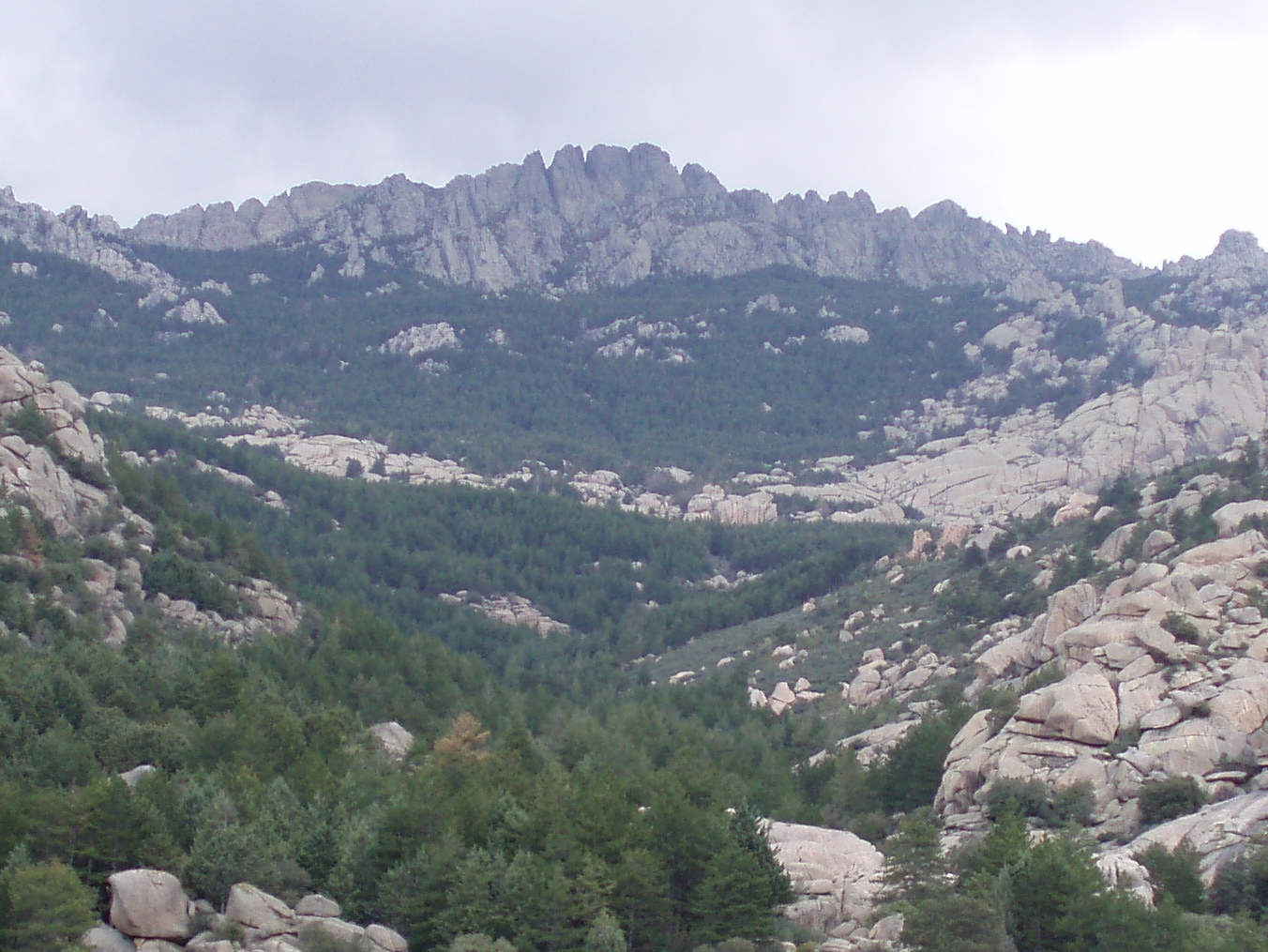
Torres de La Pedriza vistas desde el arroyo de la Dehesilla.

Estos riscos de granito se alzan en el extremo norte del Circo de la Pedriza Posterior y tienen unas formas peculiares gracias a la acción del viento y el agua. Coronan una pequeña cornisa montañosa orientada de oeste a este y de una longitud de unos 800 metros. Las Torres de La Pedriza constituyen el lugar donde La Pedriza se une al cordal montañoso de Cuerda Larga, que se sitúa al norte. Estos canchales están rodeados de una zona cubierta por arbustos de alta montaña y pinos silvestres de poca altura. Al sur de los mismos se extiende un espeso bosque de pino silvestre que ocupa el centro del Circo de la Pedriza Posterior. Al norte de las Torres hay una zona situada a más de 1900 m de altura, con una pendiente menos acentuada y sin vegetación arbórea.

## Ascensión
Las Torres no tienen gran interés como objetivos de escalada, de hecho no tienen vías de escalada que puedan considerarse como tales. El acceso a sus cumbres se hace por sus espaldares de las caras norte, que son roquedales de corta longitud y sin dificultad. Sus caras sur son más impresionantes y largas pero tampoco ofrecen gran dificultad. Su interés deportivo está más en la marcha que en la escalda y forman parte la gran travesía de la Pedriza que se conoce como la Integral de la Pedriza.